# Festival du cinéma grec 1979
Le Festival du cinéma grec de 1979 fut la 20e édition du Festival international du film de Thessalonique. Elle se tint du 1er au 7 octobre 1979.

## Palmarès
- Errance (Περιπλάνηση) : second meilleur film, meilleure mise en scène, meilleure photographie, meilleur film pour l'Union panhellénique des critiques de cinéma (PEKK), prix du meilleur film par la municipalité de Thessalonique.
- Les misérables chantent encore (Τα κουρέλια τραγουδάνε ακόμα) : meilleur réalisateur, meilleur acteur, meilleur montage, meilleur son, meilleur film pour l'Union panhellénique des critiques de cinéma (PEKK)
- Lune de miel (Ταξίδι του μέλιτος) : troisième meilleur film, meilleur premier film, meilleur acteur, meilleure actrice
- Banlieue Est (Ανατολική περιφέρεια) : meilleur film, meilleur réalisateur
- Corpus : prix spécial pour la mise en scène
- Discours de guerre civile (Εμφύλιος λόγος) : meilleure musique, prix spécial
- Mega Docoumento (Το μέγα ντοκουμέντο) : prix spécial